# Roxana Luna Porquillo
Roxana Luna Porquillo (San Pedro Cholula, Puebla, México. 24 de marzo de 1981) es una política mexicana afiliada al Partido de la Revolución Democrática. Fue diputada plurinominal en la LXII Legislatura del Congreso de la Unión por la cuarta circunscripción. Fue candidata a la gubernatura de Puebla en las elecciones de 2016 por el PRD, recibiendo el 3.8% de los votos.